# Сютлюдже (Гелиболу)
Сютлюдже — деревня в районе Гелиболу провинции Чанаккале. Одна сторона моста Чанаккале 1915 года находится в деревенской черте.

## История
До начала XX века деревня была греческой и упоминается как Галатас или Галатария в документах 1782 года и как Галата в документах 1919 года.
Предположительно, в этой местности в 405 году до н. э. произошло сражение при Эгоспотамах.

## География
Деревня находится в 36 км от центра города Чанаккале и в 12 км от центра города Галлиполи.

## Население
| Численность жителей Сютлюдже по годам | Численность жителей Сютлюдже по годам |
| ------------------------------------- | ------------------------------------- |
| 2020                                  | 533                                   |
| 2019                                  | 570                                   |
| 2018                                  | 542                                   |
| 2017                                  | 538                                   |
| 2016                                  | 528                                   |
| 2015                                  | 566                                   |
| 2014                                  | 596                                   |
| 2013                                  | 567                                   |
| 2012                                  | 563                                   |
| 2011                                  | 582                                   |
| 2010                                  | 608                                   |
| 2009                                  | 639                                   |
| 2008                                  | 649                                   |
| 2007                                  | 642                                   |
| 2000                                  | 703                                   |
| 1990                                  | 829                                   |
| 1985                                  | 857                                   |